# 46 de Capricorn
46 de Capricorn (46 Capricorni) és un estel de magnitud aparent +5,09 situat a la constel·lació de Capricorn. Encara que no té nom propi habitual, formava —al costat de ξ Aquarii i Sadalsuud (β Aquarii)— la vint-i-dosena mansió lunar àrab, també anomenada Sadalsuud.
46 de Capricorn és una supergegant groga de tipus espectral G8Iab —abans catalogada com a gegant G8II-III— amb una temperatura efectiva entre 4.600 K i 4.815 K. La seva lluminositat és 627 vegades superior a la del Sol i posseeix un diàmetre 25 vegades més gran que el diàmetre solar. Gira sobre si mateixa amb una velocitat de rotació projectada de 3,75 km/s.
46 de Capricorn té una massa aproximada entre 4 i 5 masses solars. La seua metal·licitat —abundància relativa d'elements més pesants que l'heli en un estel— és menor que la solar en un 35% ([Fe/H] = -0,19). Un estudi comparatiu entre més de 600 gegant lluminoses reflecteix que el seu contingut de liti és elevat per a un estel de les seves característiques (logє[Li] = 0,80). S'hi troba aproximadament a 783 anys llum del sistema solar.